# Mugla (Bulgarien)

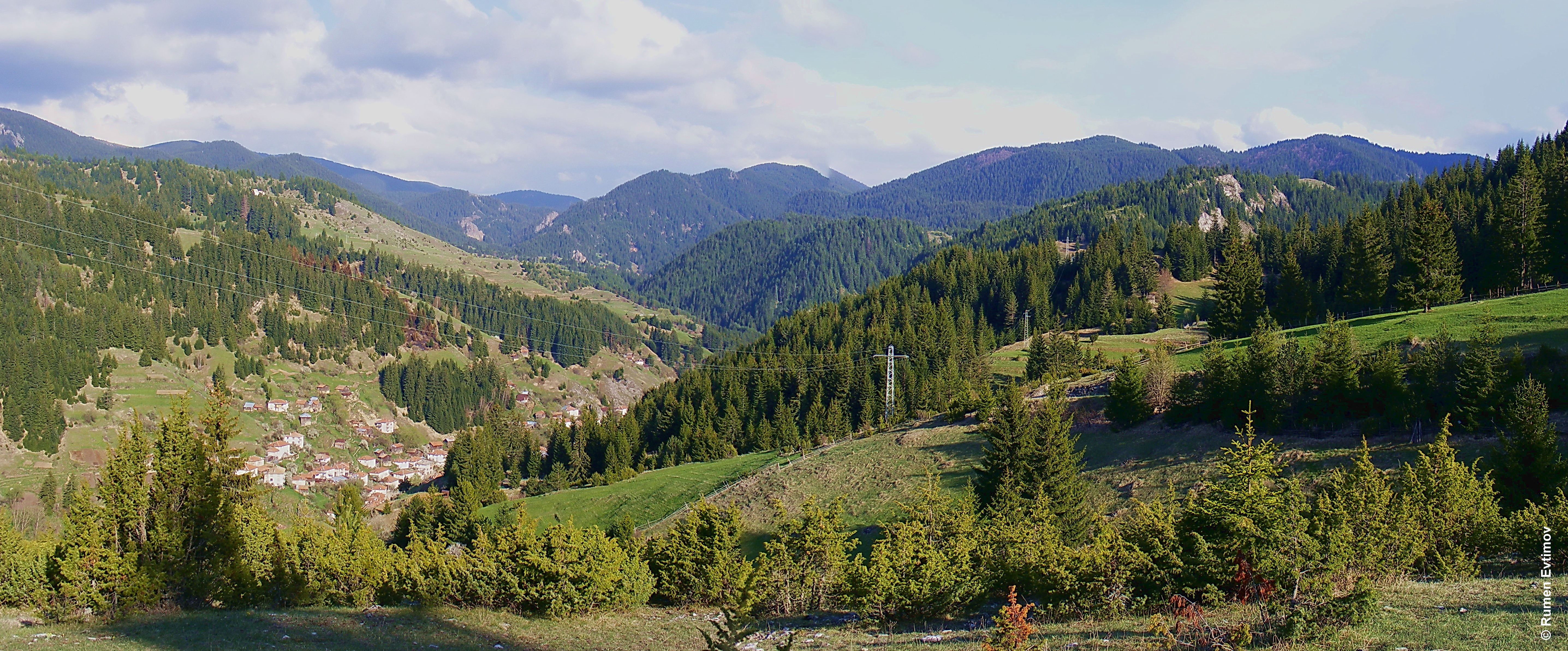
Panorama vom Mugla

Mugla (bulgarisch Мугла) ist ein Dorf in Süd-Bulgarien. Es gehört zur Gemeinde Smoljan in der Oblast Smoljan.

## Geografie
Das Dorf Mugla liegt im Rhodopen-Gebirge. Bis 1983 gehörte es zur Gemeinde Dewin, heute gehört es jedoch zur Gemeinde Smoljan. Es ist 25 km von der Stadt Smoljan und 18 km von der Stadt Dewin entfernt, in der Nähe des Gipfels des Goljan Perelik. Im Winter wird das Dorf immer wieder wegen starken Schneefalls von der Außenwelt abgeschnitten.

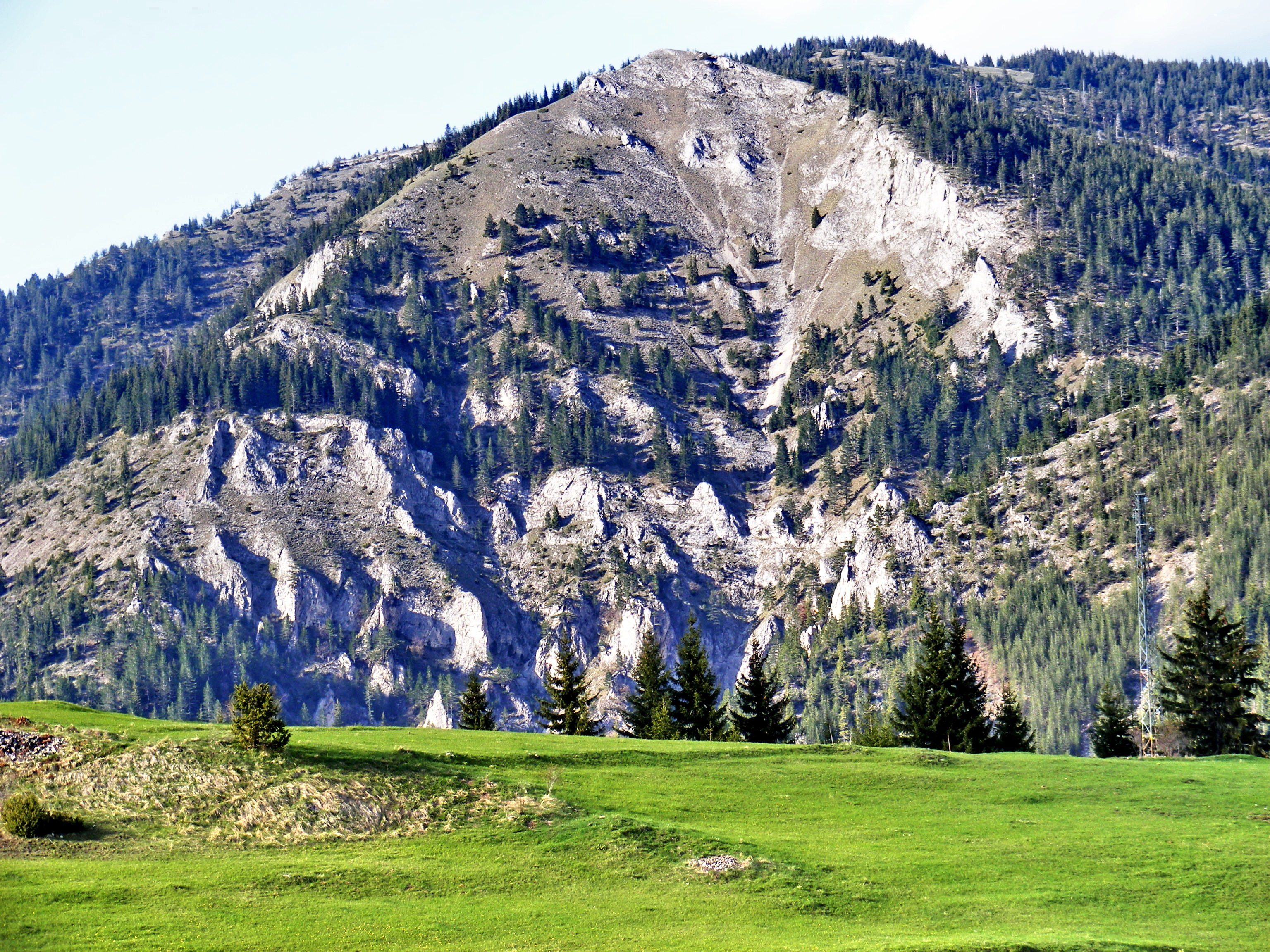
Das "Rock"

## Geschichte
Die ersten Einwohner des Dorfes siedelten dort wegen des Wassers. Vor einigen Jahren gab es eine Schule im Dorf mit über 300 Schülern. Heute liegt das Durchschnittsalter der Einwohner bei über 50 Jahren. Die Schule ist geschlossen. Das Dorf heißt Mugla, weil es dort oft Nebel (bulgarisch: mugla) gibt.
Von 1878 bis 1886 gehörte das Dorf Mugla zeitweilig zur sogenannten Tamrasch-Republik. Es gehörte auch zur Provisorischen Regierung Westthrakien im Jahr 1913. In dieser Zeit war es das Verwaltungszentrum.
Der Ort ist seit 2010 Namensgeber für die Mugla-Passage, eine Meerenge im Archipel der Südlichen Shetlandinseln in der Antarktis.

## Religion
Die Einwohner bekennen sich mehrheitlich zum Islam.

## Sonstiges
Jedes Jahr im August feiern die Einwohner ein Fest. Bei diesem Fest tritt eine Musikgruppe auf.
Ein Teil des Filmes Schwur unter dem Halbmond wurde hier gedreht.